# Spring (Quelle)
Als Spring wird vor allem in Thüringen eine artesische Quelle bezeichnet, die häufig in den karstartigen Muschelkalk-Gebieten des Thüringer Beckens anzutreffen ist. Der Begriff geht auf das mittelhochdeutsche Wort sprinc (hochdeutsch: (ent-)springen) zurück und ist auch im Englischen als Bezeichnung für Brunnen oder Quelle gebräuchlich.
In den Thüringer Springen tritt in der Regel an anderer Stelle versickertes Wasser aus, das zum Teil über mehrere Kilometer in unterirdischen Spalten fließt und an geologischen Störungen an tief gelegenen Stellen wieder zu Tage tritt.

## Bedeutende Springe in Thüringen
- der Kainspring im Hainich bei Mühlhausen/Thüringen
- der Mühlberger Spring in Mühlberg
- der Oberwillinger Spring bei Oberwillingen
- der Spring von Plaue im Tal der Wilden Gera bei Plaue
- der Salzaspring, Quelle des Flusses Salza in der Nähe von Nordhausen
- der Helmespring, Quelle des Flusses Helme in der Nähe von Stöckey
- Gespring, Karstquelle in Schmalkalden

## Weitere Springe im deutschen Sprachraum
- Lutterspring bei Königslutter am Elm in Niedersachsen
- Mascheroder Spring bei Braunschweig
- Teufelsspring, zum Fuhsekanal (Braunschweig)